# Apollo (motorfiets)
Apollo is een historisch Zweeds merk van brom- en motorfietsen en scooters.
De bedrijfsnaam was: M. Berlin & Co., A.B, Värnamo.
M. Berlin & Co begon in 1951 met de productie van motorfietsen met 123cc-Villiers- en 198cc-Zündapp-motoren. Het waren weinig originele modellen en het 198cc-model was praktisch een kopie van de Zündapp DB 201.
In 1955 bouwde men een 128cc-scooter met twee koplampen aan weerszijden van het voorspatbord, geforceerde luchtkoeling, twee versnellingen en een telescoopvork.
Men begon ook andere motorfietsen met ILO-motoren te maken. Later ging men zich concentreren op bromfietsen met Sachs- en Zündapp-motoren. Apollo hoort nu bij MCB (Volvo).